# WN駆動方式

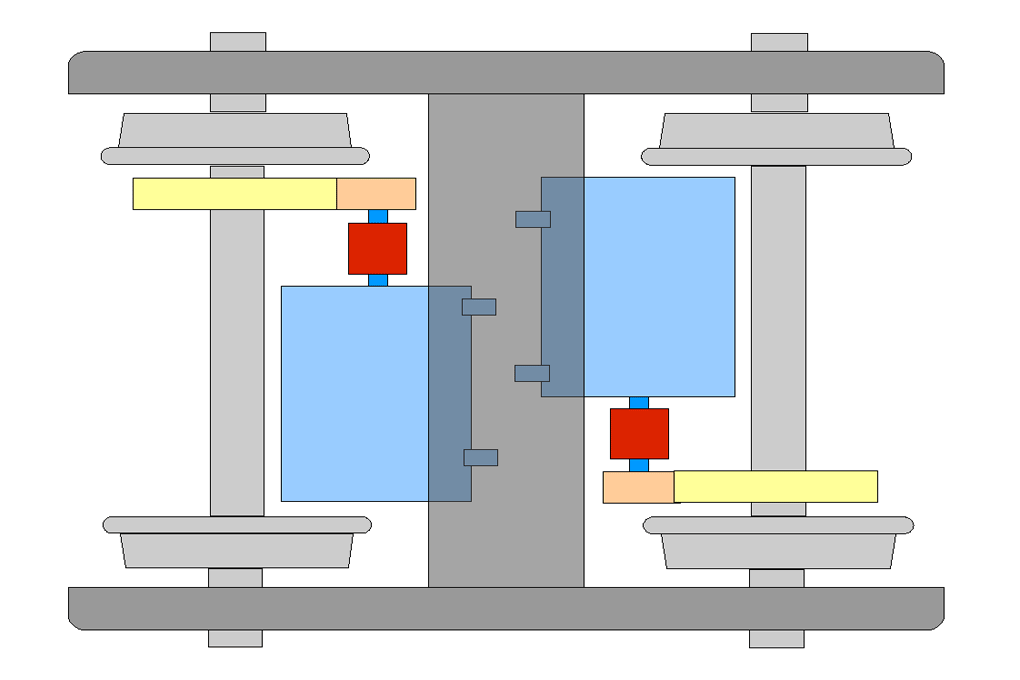
WN駆動方式
赤い部分がWN継手

WN駆動方式（WNくどうほうしき、WN Drive）は、電車の駆動方式の一種である。

## 概要

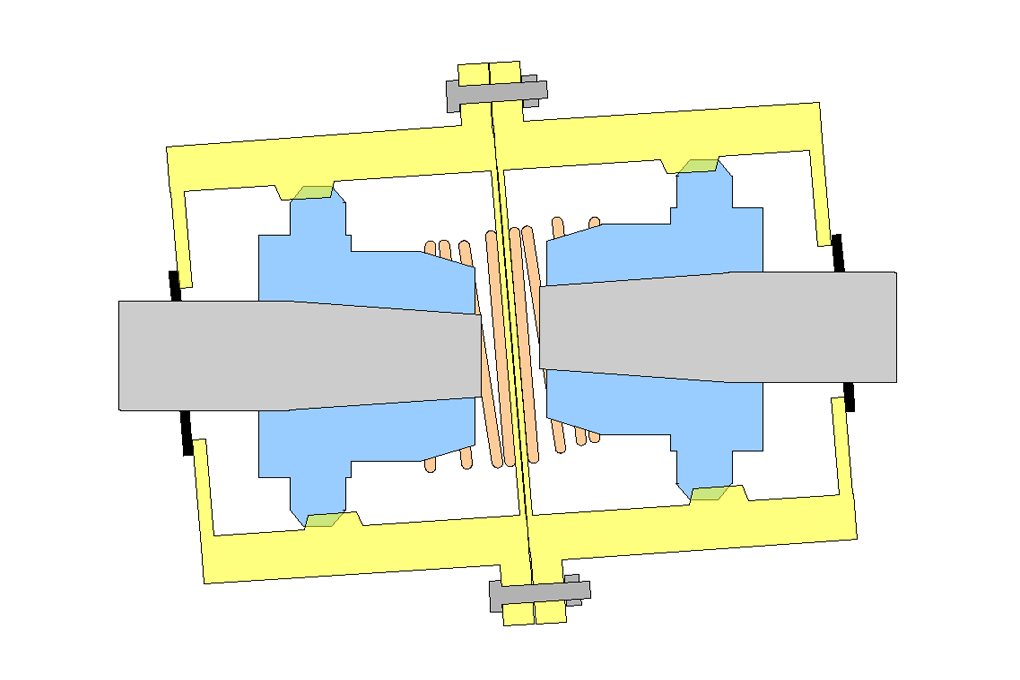
WN継手模式図

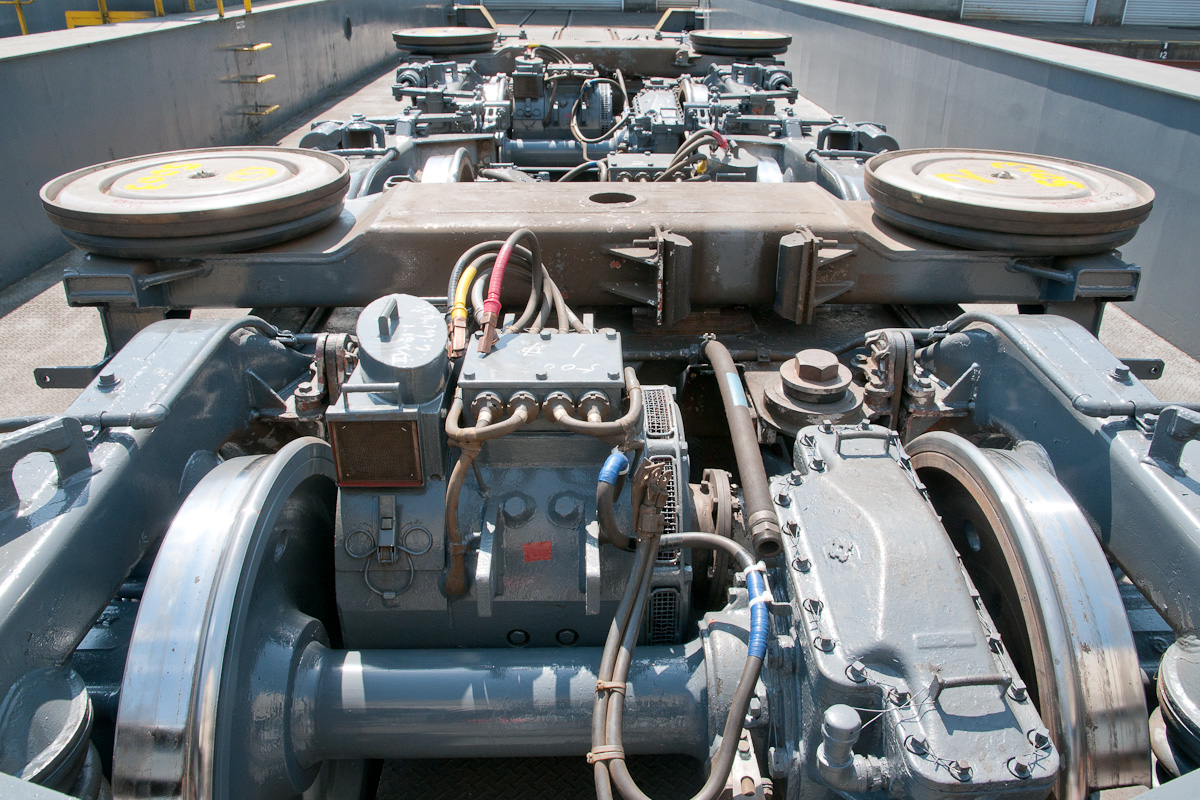
1,067 mm軌間のWN駆動装置
（秩父鉄道5000系）

高速運転に適した電車用駆動システムとして、アメリカの大手電機メーカーであるウェスティングハウス・エレクトリック（WH）社が、傘下の機械・歯車メーカーであるナタル社(Natal Co.Ltd)と1925年以降共同開発を実施、実用化した。「WN」とは開発に携わった両社の頭文字 (Westinghouse - Natal) にちなむ。もっとも、現在の米国では単に「gear coupling」と呼称される方が多い。
駆動系全体は主電動機を車軸と平行に台車枠に固定し、小さな偏位を許容する「WN継手」を介して電動機の出力軸と駆動歯車を接続する。一般的には主電動機の荷重を全てばね上の弾性支持とした電車用の車軸無装架駆動方式全般をカルダン駆動方式と呼称するため、「WN継手」を使った「平行軸カルダン駆動」の一種とされる。
「WN継手」自体の仕組みは、二組の遊びの大きなスライドスプラインで構成される。スライドスプラインは歯車と異なり全ての歯が噛み合っているので小さくても大きな力を伝達でき、信頼性も高い。ただし公差を利用する角度変化の許容度はわずか5度以内である。

### 歴史
主電動機を小型、軽量化しつつ駆動力を発揮するには、高速電動機と高減速比の歯車が必要になる。
過去に電気鉄道で使用されていた吊り掛け駆動方式は、主電動機の一端を平軸受を介して直接車軸に取り付ける単純な構造の駆動系だった。軸ばねにより車軸が上下しようとも主電動機の出力軸が車軸と常に等距離になるよう拘束されるため歯車の噛み合わせに問題が起きない利点があった。
しかし吊り掛け駆動は、その単純さと引き換えに欠点もあった。
- 主電動機重量の約半分が車軸にかかり、ばね下重量が大きくなる構造のため、軌道への負担が多くなる。また軌道と車輪の追従性が悪くなり、乗り心地も悪化した。
- レールの継ぎ目や分岐器で車軸に加わった衝撃が、主電動機の筐体に直接または車軸に固定されたギアを介して主電動機の回転子に直接伝わるため、軸受や主電動機の筐体、そして直流電動機の要である整流子に損傷を生じる問題があった。また衝撃に耐える歯車を作成するため歯車のモジュール（歯の大きさ）を小さくできず主電動機軸に直結する小歯車の径を小さくするのには限界があり、起動時の引張力確保と整流子電動機の弱点であるフラッシュオーバーによる回転数上限の両方を考慮すると、出力向上に直結するモーター回転数の引き上げも困難になるなど[注 2]、さらなる高速化に向けての性能向上は頭打ちの状況であった。

この問題を克服する方法として、1920年代には、スイスなどでブフリ式駆動方式が、アメリカや欧州でクイル式駆動方式が実用化された。しかし、いずれも大型であるため電気機関車用であり、電車用としては普及しなかった。
こうして電車の性能向上のため、当時アメリカで有数の鉄道用電動機メーカーであったWH社は1925年から、傘下のナタル社と共同で、小型の車軸無装架駆動方式と低電圧高回転電動機を開発した。
平行軸WN駆動は10年以上の長期にわたる実用試験を経て信頼性や性能が確認された後、1941年にシカゴ・ノースショア・アンド・ミルウォーキー鉄道(ノースショアー線)のエレクトロライナーと呼ばれる軽量構造の4車体連接車に採用されて成功を収め、さらに1948年にはニューヨーク市地下鉄用R12形電車に大量に採用され、以後アメリカとアジアで普及した。

## 採用事例

### 日本

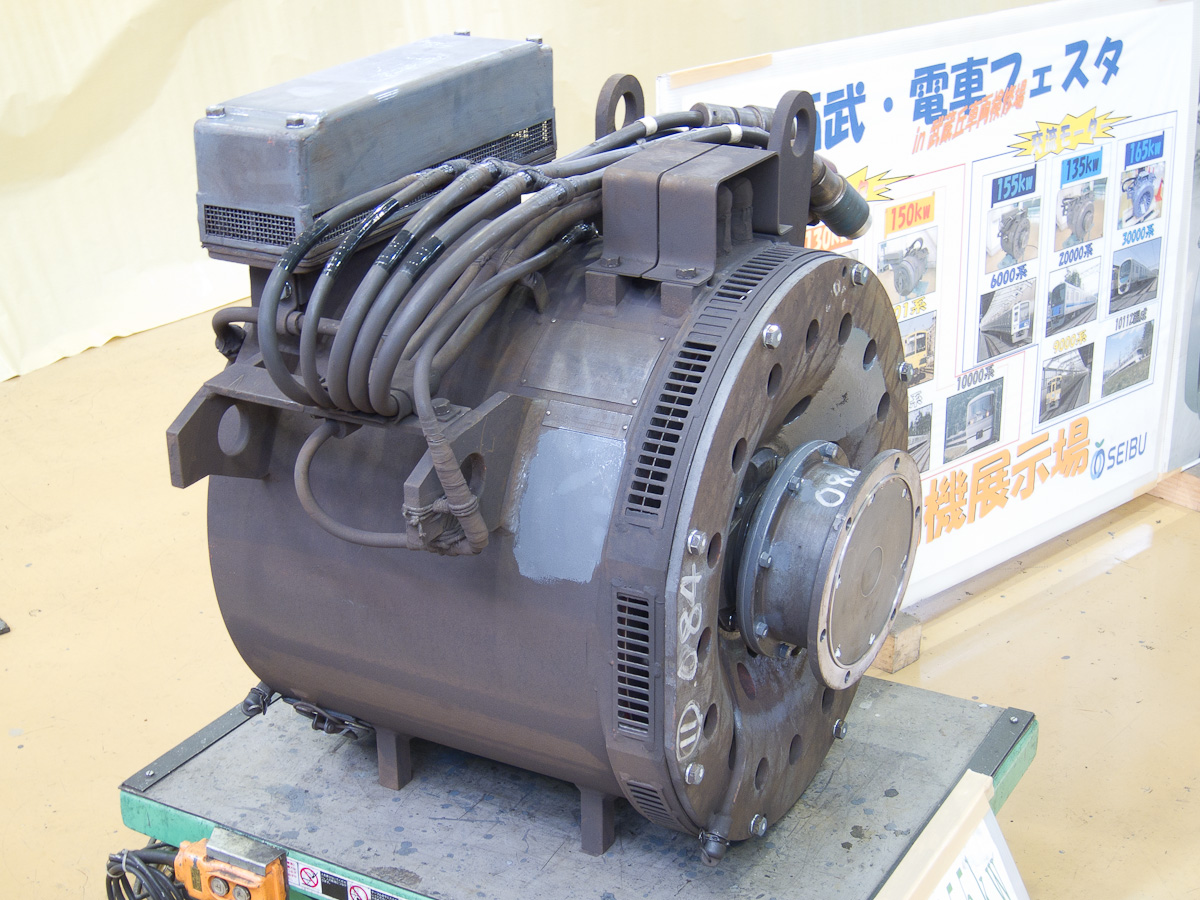
WN駆動方式の主電動機
（三相誘導電動機）

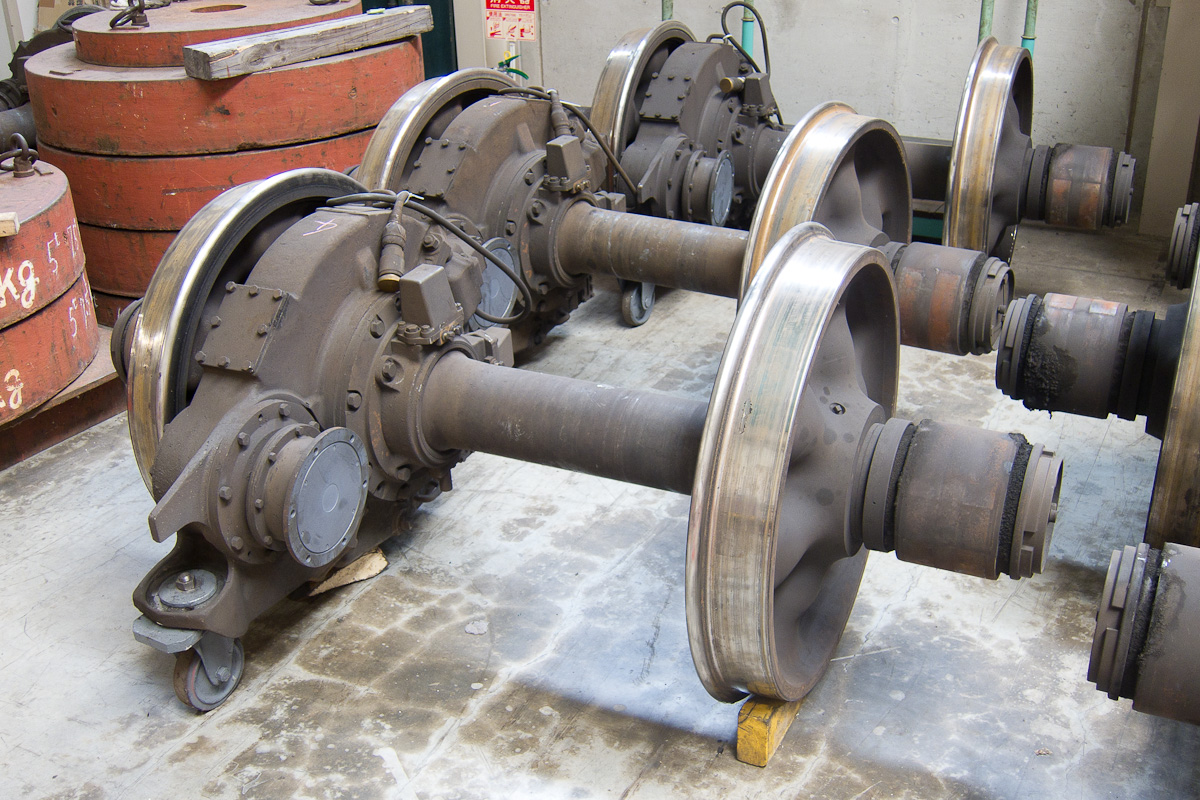
WN駆動装置。WN継手が小歯車軸に固定された状態

構造的に高出力に耐える継手の特性から、古くから地下鉄や私鉄各社で用いられてきた。また高速運転を行う新幹線でも、開業以来長く標準駆動システムとして使用され続けているが、700系やN700系の一部グリーン車では例外がある（後述）。
日本におけるWNドライブは、1953年6月に完成した京阪電気鉄道1800型1802に搭載された、アメリカからの技術情報に基づき住友金属工業(現：日本製鉄)が独自開発したWN継手が最初の実用化例となり、これと同様の継手を用いた東京都電5500形5502、さらにWH社のライセンスに基づく駆動装置を備え、営団丸ノ内線開業に備えて30両が一気に製造された300形電車、と続いた。
丸ノ内線をはじめ、米国の鉄道と同等の1,435 mm軌間（標準軌)を採用した路線のほとんど（営団地下鉄（現：東京メトロ）の銀座線・丸ノ内線、近畿日本鉄道の奈良線・大阪線などの標準軌線区、京阪神急行電鉄（現：阪急電鉄）の神宝線）においては、継手の耐久性が高く大出力化に有利なWNドライブは早くから導入された。
一方、軌間1,067 mmの狭軌路線では、装置の幅が広くなるため、WNドライブの導入には継手だけではなく主電動機の小型化、あるいはその外枠形状の工夫が必要であった。この過程では、主電動機の軸方向長さの短縮とWN継手の小型化に加え、これを補うための主電動機直径の増大も図られている。1956年に富士山麓電気鉄道（現：富士急行）3100形で、主電動機の1時間定格出力は55 kWと低出力であったものの初の狭軌用WN継手が実用化され、次いで翌年に登場した長野電鉄2000系電車で75 kW級電動機へ対応する継手が実用化された。
しかし当時既に直角カルダンでは110 kW（東急5000系電車）、中空軸平行カルダンでは100 kW（国鉄101系電車）といった、より大出力の主電動機への対応を実現し、これにより付随車を組み込んだ経済的な編成での運用を可能にしていた。このため、当方式を採用した狭軌私鉄は全長15 - 18 m級の小柄な車両を運用する事業者が大半を占めていた。この点、国鉄と同じ20 m級車を運行する各社では、各モーターの出力が制限されるこの方式で所要の性能を確保するには、全電動車方式とせねばならないことがネックとなった。このためWNドライブの日本における本格的普及は、1960年代に入り狭軌向けでも定格出力が100 kWを超える大出力電動機が製造可能になってからであり、南海電気鉄道（三菱電機製主電動機装備車両）、小田急電鉄などにその例を見ることができる。
国鉄の在来線用電車においては、中空軸カルダンが標準とされたために、WNドライブの使用実績はないが、電気機関車では1台車1モーター2軸駆動方式を採用し継手寸法の制約が事実上なかったEF30形に採用されている。分割民営化後、JR西日本においては大出力高速回転型のモーターを使用するために駆動系の高い耐久性が求められたことから、整流子が無い分スペースに余裕を確保しやすいVVVFインバータ制御の交流かご形三相誘導電動機を使用する207系以降の在来線電車においてWN継手を標準採用しており、特に223系・225系新快速電車をはじめとする新型電車群の高速運転に威力を発揮している。JR西日本以外では223系と同一仕様である四国旅客鉄道（JR四国）の5000系、九州旅客鉄道（JR九州）のYC1系および821系や東海旅客鉄道（JR東海）の315系やHC85系、北海道旅客鉄道（JR北海道）の737系でWNドライブが採用されている。また、日本唯一のコンテナ貨物電車である日本貨物鉄道（JR貨物）のM250系電車でもWNドライブが採用されている。車体装架カルダン駆動方式が過半数を占めている超低床路面電車（100 %超低床）では鹿児島市交通局の7500形電車（リトルダンサータイプX）で東洋電機製造が新設計したWN継手が採用されている。
WN継手は基本的に等速継手であり、変位を与えた状態で回転しても回転角速度変動は発生しない。ただし「たわみ板式継手」や「TD継手」ほど滑らかではない。
現在での国内での生産数は、ウェスティングハウスとの技術提携の経緯や金属加工技術の制約などから、三菱電機製主電動機と日本製鉄（前身の住友金属工業を含む）製継手の組み合わせが半数以上を占めている。

### 海外
海外ではクイル式駆動方式と並んで最も一般的に用いられる駆動方式となっており、アジアや北米などで主流となった。スペインを除くヨーロッパではクイル式駆動方式が主流であるが、近年ではWN駆動方式も増えつつある。

## 問題点

### 惰性走行時の騒音
WN継手では、継手に力が掛かっていない惰性走行時、構造上、内部にある歯車の公差により騒音が発生してしまう。
騒音発生の原因は、駆動トルクが加わらない場合、内歯を有する外筒が、内歯、外歯のバックラッシュ分だけ半径方向に偏心してしまい、モーター軸、ピニオン軸の回転数により振れ回ることによるアンバランスマス加振が原因である。従って加振周波数はモーター軸、ピニオン軸の回転数に一致する。直流モータを使用していた時代は、直流モーターの回転数上限は整流子の火花発生により抑制されていたが、その制限のなくなった３相誘導電動機やシンクロナスモーターの採用によりモーター回転数が上昇することによりこの問題が顕著となった。
このため、一定以上の速度域では惰性走行時にごくわずかに回生ブレーキをかけ、継手に負荷をかけて騒音を抑制するよう制御を行う車両も存在する。また近年の車両では、歯車の設計において低バックラッシュ化を行い、製造時に内部の歯車の公差を出来るだけ少なくして騒音を抑える努力をしているが、歯車の経年劣化により騒音が徐々に大きくなるため、根本的な解決には至っていない。
本方式の場合、内歯は単なる直歯インターナルギアであるが、外歯は芯ずれ変位を許容するため非常に大きなクラウニングを付与する必要があり、このような非常に大きなクラウニングを有する外歯ギヤは現在の技術をもってしても研磨盤が開発されておらず、あくまでも歯切り→焼き入れ→すり合わせという工程しかとれず、歯車の高精度化によるバックラッシュの縮小は困難であり、現在はモジュールの縮小による歯型の小型化により行われている、また無闇なバックラッシュの縮小は焼きつきの可能性を増加させるため難しい状態である。
東海道・山陽新幹線では、700系JR東海所属編成（C編成）のC19編成以降およびJR西日本所属編成を含むN700系Z・N編成のグリーン車にのみTD継手を採用するように変更し、騒音を抑制している。